# Europawahl in Rumänien 2019
- PSD: 9
- PRO: 2
- USR-PLUS: 8
- UDMR: 2
- PNL: 10
- PMP: 2

Die Europawahl in Rumänien 2019 fand im Rahmen der EU-weiten Europawahl 2019 am 26. Mai 2019 statt.
In Rumänien wurden zunächst 32 Mandate im Europäischen Parlament vergeben, gewählt wurden aber 33 Abgeordnete. Ein Mandatsträger aus Rumänien ist nach dem erfolgten EU-Austritt des Vereinigten Königreichs ins Europaparlament nachgezogen.

## Wahlrecht
Es bestand eine Sperrklausel von 5 %. Das aktive Wahlrecht hatten alle EU-Bürger ab 18 Jahren, das passive Wahlrecht ab 23 Jahren.

## Ausgangslage

### Wahl 2014
Bei der Wahl 2014 konnte die Sozialdemokratische Union, bestehend aus der damals regierenden Sozialdemokratischen Partei PSD, der Konservativen Partei (PC) und der Progressiven Nationalunion UNPR die Hälfte der 32 Mandate gewinnen. Dabei entfielen zwölf Mandate auf die PSD und je zwei auf PC und UNPR. Die Abgeordneten schlossen sich der Sozialdemokratischen Fraktion S&D an.
Die Nationalliberale Partei PNL gewann sechs Mandate, die Demokratisch-Liberale Partei PD-L fünf. Die PNL gehörte der liberalen ALDE-Partei an, wechselte aber nach der Wahl zur EVP. Ende 2014 fusionierte die PD-L, die ebenfalls der EVP angehörte, mit der PNL.
Jeweils zwei Mandate entfielen auf die Demokratische Union der Ungarn in Rumänien (UDMR) und die Volksbewegungspartei (PMP). Die Abgeordneten beider Parteien schlossen sich ebenfalls der EVP-Fraktion an. Dazu zog der parteiunabhängige Mircea Diaconu ins Europaparlament ein, der sich der ALDE-Fraktion anschloss.

### Entwicklung
Die Regierung des damaligen PSD-Vorsitzenden Victor Ponta kam im Laufe des Jahres 2015 zunehmend unter Korruptionsvorwürfe. Im Juni 2015 erhob die Staatsanwaltschaft Anklage gegen Ponta wegen Korruption. Ausgelöst durch einen Brand in einem Bukarester Nachtclub kam es zu massiven Demonstrationen, die im November 2015 zu Pontas Rücktritt führten. Nachfolger wurde der parteilose Dacian Cioloș mit einem Technokratenkabinett, das von PSD und PNL unterstützt wurde.
Die Parlamentswahl 2016 konnte die PSD für sich entscheiden. In einer Koalition mit der liberalen ALDE wurde Sorin Grindeanu neuer Ministerpräsident. Im Juni 2017 entzog ihm die PSD das Vertrauen, genauso wie seinem Nachfolger Mihai Tudose im Januar 2018. Aktuell ist Viorica Dăncilă Ministerpräsidentin.
Seit 1. Januar 2019 hatte Rumänien den Vorsitz im Rat der Europäischen Union inne.

### Neue Parteien
2015 entstand die Alianța Liberalilor și Democraților (ALDE) aus den Teilen der PNL, die die Fusion mit der PD-L nicht mitgemacht hatten, und der PC. Bei der Parlamentswahl 2016 zog sie mit 5,6 % ins Parlament ein. Auf europäischer Ebene gehört sie dem liberalen Parteienzusammenschluss ALDE an.
Nach den Wahlerfolgen der Union rettet Bukarest (USB) bei der Kommunalwahl im Juni 2016 – unter anderem erzielte der Bürgermeisterkandidat Nicușor Dan in Bukarest fast 30 % – gründete sich im Juli 2016 die Union Rettet Rumänien (USR). Sie wurde bei der Parlamentswahl 2016 mit 8,9 % drittstärkste Kraft.
Ab 2017 begann der ehemalige Ministerpräsident Victor Ponta, inzwischen aus der PSD ausgeschlossen, eine neue Partei zu initiieren. Am 20. Februar 2018 wurde die Partei mit dem Namen PRO România (PRO) offiziell gegründet. Ponta führt zusammen mit der EU-Kommissarin für Regionalpolitik Corina Crețu die Liste der PRO an. Sie bezeichnet sich als Mitte-links sowie pro-europäisch und hat sich der Europäischen Demokratischen Partei (EDP) angeschlossen.
Der ehemalige EU-Landwirtschaftskommissar und ehemalige rumänische Ministerpräsident Dacian Cioloș gründete im März 2018 die Partei Mișcarea România Împreuna (RO+). Aus formalen Gründen wechselte er später zur ebenfalls neuen Partidul Libertății, Unității și Solidarității (PLUS). Anfang Februar 2019 schmiedeten PLUS und USR ein Wahlbündnis, welche im Hinblick auf die Parlamentswahl 2020 „Wahlbündnis 2020 USR PLUS“ genannt wurde.
Die Europaabgeordneten Monica Macovei (M10, gewählt für PD-L), Maria Grapini (PPU, gewählt für PC) und Cătălin Ivan (ADN, gewählt für PSD) gründeten jeweils unbedeutende Kleinparteien.

## Parteien
Von den folgende Parteien bzw. Bündnisse wurde eine Wahlteilnahme erwartet:
| Partei   | Partei                                                                                       | Europapartei     | Sitze | Fraktion     |
| -------- | -------------------------------------------------------------------------------------------- | ---------------- | ----- | ------------ |
| PSD *    | Partidul Social Democrat                                                                     | SPE              | 11    | S&D          |
| PNL      | Partidul Național Liberal                                                                    | EVP              | 08    | EVP          |
| USR-PLUS | Alianța 2020 USR-PLUS Uniunea Salvați România Partidul Libertății, Unității și Solidarității | –                | 01    | EVP          |
| ALDE     | Alianța Liberalilor și Democraților                                                          | ALDE             | 02    | ALDE         |
| UDMR     | Uniunea Democrată Maghiară din România                                                       | EVP              | 02    | EVP          |
| PMP      | Partidul Mișcarea Populară                                                                   | EVP              | –     | (EVP)        |
| PRO      | Pro România                                                                                  | EDP (Beobachter) | 02    | S&D, EKR     |
|          | Alternativa Dreaptă M10 Partidul Forța Moldova                                               | AKRE             | –     | EKR          |
| ADN      | Alternativa pentru Demnitate Națională                                                       | –                | 01    | Fraktionslos |
|          | Comuniștii pentru Socialism Partidul Comuniștilor Partidul Comunitar din România             | –                | –     | –            |

Folgende Parteilose waren im Europaparlament vertreten:
- EVP: Ramona Mănescu (Ex-PNL), Sorin Moisă (Ex-PSD)
- S&D: Damian Drăghici (gewählt für UNPR)
- ALDE: Mircea Diaconu (als Unabhängiger gewählt)
- EKR: Monica Macovei (gewählt für PD-L, später M10)

### Verlauf

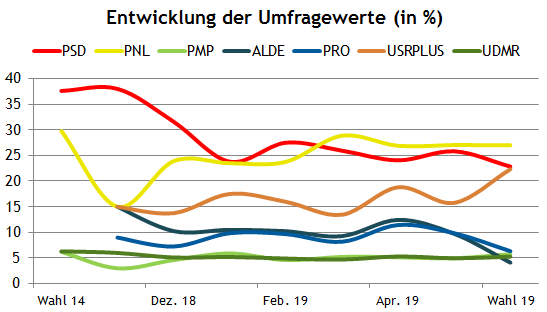
Verlauf der Umfragen von der Wahl 2014 bis zur Wahl 2019

## Umfragen

### Letzte Umfragen vor der Wahl
| Datum             | Institut       | PSD  | PNL  | USR  | PLUS | ALDE | PRO  | PMP | UDMR | Sonstige |
| ----------------- | -------------- | ---- | ---- | ---- | ---- | ---- | ---- | --- | ---- | -------- |
| 20. Mai 2019      | IMAS           | 21.1 | 28.5 | 19.6 | 19.6 | 9.8  | 9.9  | 6.2 | 3.8  | 1.1      |
| 19. Mai 2019      | Novel Research | 27.8 | 28.1 | 14.8 | 14.8 | 7.9  | 7.6  | 6.7 | 5.0  | 2.1      |
| 13. Mai 2019      | INSCOP         | 25.5 | 27.6 | 16.5 | 16.5 | 9.2  | 11.0 | 5.4 | 5.4  |          |
| 6. Mai 2019       | CURS           | 32   | 25   | 12   | 12   | 10   | 9    | 5   | 5    | 2        |
| 4. Mai 2019       | Politico       | 22.7 | 26.0 | 16.0 | 16.0 | 11.7 | 11.7 | 5.6 | 5.6  | 1.1      |
| 25. April 2019    | IMAS           | 21.7 | 25.6 | 16.4 | 16.4 | 12.2 | 11.7 | 5.6 | 5.6  | 1.1      |
| 3. April 2019     | IMAS           | 21.2 | 25.2 | 17.7 | 17.7 | 12.7 | 11.2 | 4.7 | 5.1  | 1.9      |
| 20. März 2019     | BCS            | 25.8 | 31.5 | 11.7 | 11.7 | 7.9  | 6.7  | 5.9 | 4.6  | 3.1      |
| 28. Februar 2019  | IMAS           | 22.7 | 22.6 | 17.9 | 17.9 | 12.5 | 13.4 | 4.4 | 4.7  | 1.8      |
| 6. Februar 2019   | CURS           | 32   | 22   | 8    | 5    | 9    | 9    | 5   | 5    | 5        |
| 5. Februar 2019   | INSCOP         | 27.8 | 26.7 | 10.0 | 7.0  | 9.2  | 6.6  | 4.4 | 5.1  | 3.2      |
| 30. Januar 2019   | IMAS           | 24.6 | 23.3 | 13.1 | 7.3  | 12.9 | 9.0  | 2.5 | 5.6  | 1.6      |
| 20. Januar 2019   | BCS            | 23.0 | 23.7 | 6.5  | 8.1  | 8.1  | 10.7 | 9.3 | 4.8  | 5.8      |
| Dezember 2018     | PNL            | 30.2 | 27.8 | 10.2 | 5    | 11.5 | 5.5  | 4.2 | 5.1  | 0.7      |
| 9. Dezember 2018  | CURS           | 33   | 20   | 7    | 5    | 9    | 9    | 5   | 6    | 6        |
| 12. November 2018 | CURS           | 38   | 15   | 8    | 7    | 15   | 9    | 3   |      | 5        |
| 25. Mai 2014      | Wahl 2014      | 37.6 | 29.8 | –    | –    | –    | –    | 6.2 | 6.3  | 20.0     |

## Ergebnis
| Listen                           | Listen                                               | Stimmen    | %    | +/-   | Mandate | +/-     |
| -------------------------------- | ---------------------------------------------------- | ---------- | ---- | ----- | ------- | ------- |
|                                  | Partidul Național Liberal (PNL)                      | 2.449.068  | 27,0 | +12,0 | 10      | +4      |
|                                  | Partidul Social Democrat (PSD) a                     | 2.040.765  | 22,5 | −14,9 | 8 (+1)  | −4 (−3) |
|                                  | Alianța 2020 USR-PLUS (USR-PLUS)                     | 2.028.236  | 22,4 | Neu   | 8 b     | Neu     |
|                                  | Pro România (PRO)                                    | 583.916    | 6,4  | Neu   | 2       | Neu     |
|                                  | Partidul Mișcarea Populară (PMP)                     | 522.104    | 5,8  | −0,4  | 2       | ±0      |
|                                  | Uniunea Democrată Maghiară din România (UDMR)        | 476.777    | 5,3  | −1,0  | 2       | ±0      |
|                                  | Alianța Liberalilor și Democraților (ALDE)           | 372.760    | 4,1  | −8,1  | –       | –5      |
|                                  | Uniunea Națională pentru Progresul României (UNPR) a | 54.942     | 0,6  | N/A   | –       | –2      |
|                                  | Partidul Prodemo (PPRO)                              | 53.351     | 0,6  | Neu   | –       | Neu     |
|                                  | Partidul România Unită (PRU)                         | 51.787     | 0,6  | Neu   | –       | Neu     |
|                                  | Partidul Socialist Român (PSR)                       | 40.435     | 0,4  | Neu   | –       | Neu     |
|                                  | Partidul Social Democrat Independent (PSDI)          | 26.439     | 0,3  | Neu   | –       | Neu     |
|                                  | Blocul Unității Naționale (BUN)                      | 20.411     | 0,2  | Neu   | –       | Neu     |
|                                  | Unabhängige                                          | 348.831    | 3,8  | −5,8  | –       | –1      |
| Gesamt                           | Gesamt                                               | 9.069.822  | 100  |       | 32 (+1) | – (+1)  |
|                                  |                                                      |            |      |       |         |         |
| Ungültige Stimmen                | Ungültige Stimmen                                    | 282.650    | 3,0  | –2,0  |         |         |
| Wähler                           | Wähler                                               | 9.352.472  | 51,2 | +18,8 |         |         |
| Wahlberechtigte                  | Wahlberechtigte                                      | 18.267.256 |      |       |         |         |
|                                  |                                                      |            |      |       |         |         |
| Quelle: Biroul electoral central |                                                      |            |      |       |         |         |

- Sitze in Klammern werden erst nach dem Brexit vergeben
- a Europawahl 2014: Wahlbündnis PSD–UNPR–PC. Mandate: 16, davon 12 PSD (–4), 2 UNPR (–2) und 2 PC (–2)
- b Uniunea Salvați România: 4 Mandate; Partidul Libertate, Unitate și Solidaritate: 4 Mandate

## Fraktionen im Europäischen Parlament

### Nach Parteien
| Liste/Partei                   | Liste/Partei                           | Liste/Partei                                | Liste/Partei                           | Mandate | Fraktion |
| ------------------------------ | -------------------------------------- | ------------------------------------------- | -------------------------------------- | ------- | -------- |
|                                | Partidul Național Liberal              | Partidul Național Liberal                   | Partidul Național Liberal              | 10 / 32 | EVP      |
|                                | Partidul Social Democrat               | Partidul Social Democrat                    | Partidul Social Democrat               | 8 / 32  | S&D      |
|                                | Alianța 2020 USR-PLUS                  |                                             | Uniunea Salvați România                | 4 / 32  | RE       |
|                                | Alianța 2020 USR-PLUS                  | Partidul Libertate, Unitate și Solidaritate | 4 / 32                                 | RE      |          |
|                                | Pro România                            | Pro România                                 | Pro România                            | 2 / 32  | S&D      |
|                                | Partidul Mișcarea Populară             | Partidul Mișcarea Populară                  | Partidul Mișcarea Populară             | 2 / 32  | EVP      |
|                                | Uniunea Democrată Maghiară din România | Uniunea Democrată Maghiară din România      | Uniunea Democrată Maghiară din România | 2 / 32  | EVP      |
|                                |                                        |                                             |                                        |         |          |
| Quelle: Europäisches Parlament |                                        |                                             |                                        |         |          |

### Nach Fraktionen
| Partei | Partei                                                     | Sitze   | Sitze   | Sitze             |
| Partei | Partei                                                     | Anzahl  | +/−     | %                 |
| ------ | ---------------------------------------------------------- | ------- | ------- | ----------------- |
|        | Europäische Volkspartei (EVP)                              | 14      | +5      | 43,75 % (42,42 %) |
|        | Progressive Allianz der Sozialdemokraten (SPE)             | 10 (+1) | −6 (−5) | 31,25 % (33,33 %) |
|        | Renew Europe (RE)                                          | 8       | +1      | 25,00 % (24,24 %) |
|        | Vereinte Europäische Linke/Nordische Grüne Linke (GUE/NGL) | 0       | ±0      | —                 |
|        | Die Grünen/Europäische Freie Allianz (Grüne/EFA)           | 0       | ±0      | —                 |
|        | Europäische Konservative und Reformer (EKR)                | 0       | ±0      | —                 |
|        | Identität und Demokratie (ID)                              | 0       | neu     | —                 |
|        | fraktionslos/unklar                                        | 0       | ±0      | —                 |
| Gesamt | Gesamt                                                     | 32 (+1) | — (+1)  | 100,0             |